# Гейс Лейрінк
Гейс Лейрінк (нід. Gijs Luirink, нар. 12 вересня 1983, Амстердам) — нідерландський футболіст, що грав на позиції захисника.
Переможець молодіжного Євро-2006 у складі молодіжної збірної Нідерландів.

## Клубна кар'єра
У дорослому футболі дебютував 2001 року виступами за команду «Волендам», в якій провів три сезони, взявши участь у 57 матчах чемпіонату. 
Своєю грою за цю команду привернув увагу представників тренерського штабу клубу «Гронінген», до складу якого приєднався 2004 року. Відіграв за команду з Гронінгена наступні два сезони своєї ігрової кар'єри.
2006 року уклав контракт із клубом АЗ. У складі цієї команди не зумів пробитися до основного складу, зокрема й через травми, які переслідували його на цьому етапі кар'єри. Здобув у складі алкмарської команди єдиний у своїй кар'єрі титул чемпіона Нідерландів у сезоні 2008/09.
Згодом з 2009 по 2011 рік провів по одному сезону в оренди у «Валвейку» та «Камбюрі».
З 2011 року три сезони захищав кольори роттердамської «Спарти», де був основним гравцем захисту команди.
Завершував ігрову кар'єру у «Волендамі». Повернувся до нього 2014 року, захищав його кольори до припинення виступів на професійному рівні у 2016.

## Виступи за збірну
Протягом 2006–2009 років залучався до складу молодіжної збірної Нідерландів. На молодіжному рівні зіграв у семи офіційних матчах. Був основним захисником команди на переможному для неї Євро-2006, де взяв участь у всіх п'яти іграх нідерландців і відзначився голом у ворота команди України на груповому етапі.

## Титули і досягнення
- Чемпіон Європи (U-21) (1):

Нідерланди U-21: 2006
- Чемпіон Нідерландів (1):

АЗ: 2008-2009